# Jeanne de Harlay
Jeanne de Harlay, född 1580, död 28 februari 1643, var en fransk hovfunktionär och brevskrivare. 
Hon var dotter till Robert de Harlay de Sancy, Baron de Montglat, och Françoise de Montglat, och gifte sig 1598 med Hardouin de Clermont (död 1633), seigneur de Saint Georges. 
Hennes mor var Guvernant till Frankrikes barn och som sådan guvernant till kung Henrik IV av Frankrikes barn, och assisterade sin mor som underordnad guvernant till kungabarnen, som kallade henne "Mamie". När barnen blev vuxna blev hon hovdam i prinsessornas gemensamma hushåll. 
Som "Madame de Saint Georges" följde hon och hennes make med Henrietta Maria av Frankrike till dennas giftermål med Karl I av England år 1625, där de blev den nya engelska drottningens första hovdam och hovherre. I England blev hon en orsak till konflikt mellan kungaparet, då kungen anklagade henne från att ligga bakom de initiala svårigheterna i äktenskapet genom att sätta upp Henrietta Maria mot honom vid varje tillfälle och tillsammans med resten av det franska följet isolera drottningen vid det engelska hovet. År 1626 avskedades drottningens franska följe av kungen och sändes hem till Frankrike, och relationen mellan kungaparet ska då ha förbättrats. Jeanne de Harlay blev vid återkomsten till Frankrike guvernant hos Anne Marie Louise av Orléans.
Hon är känd för sin bevarade korrespondensen med bland annat kungabarnen. 